# 카프레세미켈란젤로

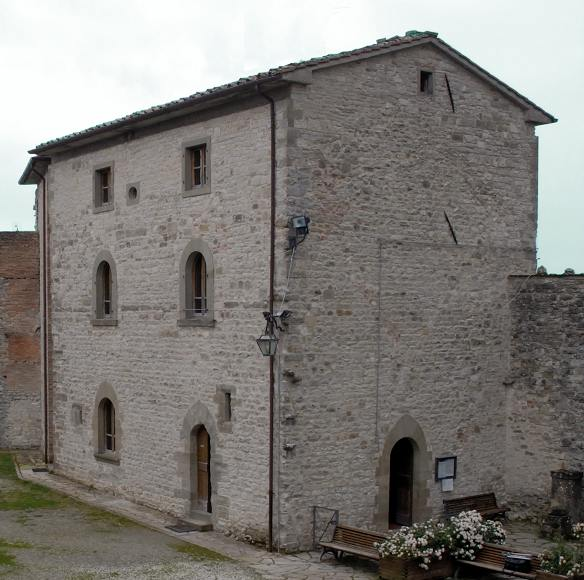
카프레세미켈란젤로에 위치한 미켈란젤로 박물관

카프레세미켈란젤로(이탈리아어: Caprese Michelangelo)는 이탈리아 토스카나주 아레초도의 코무네이자 도시이다. 르네상스 시대의 저명한 예술가인 미켈란젤로의 출생지이다. 이 도시는 피렌체에서 동쪽으로 약 100km 정도 떨어져 있다. 인구는 2010년 12월 31일 기준으로 1,551명이다.
관광 명소로는 13세기에 건립된 세례자 요한의 교회가 포함되며, 여기에서 미켈란젤로가 세례를 받았다. 산 크리스토포로 아 몬나(San Cristoforo a Monna)의 고대 교회, 산 파올로 아 몬나(San Paolo a Monna), 미켈란젤로 박물관과 도서관도 위치해 있다.